# Frashër
Frashër (în aromână Farshar) este un sat și o fostă comună din regiunea Gjirokastër, aflată în sudul Albaniei. În urma reforma administrației locale din 2015, a devenit o subdiviziune (unitate administrativă) a comunei Përmet. Populația unității administrative este de 387 de persoane, conform recensământului din 2011. Unitatea administrativă Frashër este formată din satele Frashër, Zavalan, Ogren-Kostrec, Gostivisht, Miçan, Vërçisht, Kreshovë și Soropull.

## Istoric
Prima atestare documentară a satului Frashëri provine probabil de la un negustor albanez din Frashër care călătorise la Salonic în anul 1330. Zona localității Frashër a fost în Evul Mediu sursa mai multor valuri de migrații ale aromânilor către sudul și centrul Peninsulei Balcanice. Varianta lor particulară a limbii aromâne se numește graiul fărșerot (fãrsherot). În 1432 satul a fost menționat cu numele de Fracili în defterul otoman al sangeacului Korçë-Përmet. Defterul consemna existența a șase gospodării în Frashër la acea vreme. Următorul defter în care este menționat satul Frashër este cel din 1504. Satul avea atunci 41 de gospodării, dintre care 40 erau creștine. Printre capii familiilor care au format în secolul al XVII-lea principalele vëllazëri (frății) din Frashër se numărau Dedë Duka, Dukë Kryeziu, Uk Deda, Gjon Deda, Martin Bardhi, Deskë Gjini, Dedë Gjini, Kozma Shurbi, Kolë Shurbi, Bendo Shurbi, Gjon Gjoni, Llazër Gjoni și alții.
În iunie 1880 Liga de la Prizren a organizat aici A Doua Adunare de la Frashër, care a atras atenția asupra riscului împărțirii teritoriilor locuite de albanezi între țările vecine.
Spahiii și proprietarii de terenuri albanezi otomani, originari din satul Frashër, dețineau în secolul al XIX-lea proprietăți (chiftlik) în mai multe părți din Balcani și, în special, în Câmpia Tesaliei, dar alipirea regiunii Tesalia la Grecia în 1881 a cauzat un declin economic local al localității și dependența tot mai mare a localnicilor de agricultură.

## Personalități
- Dalip Frashëri, poet din secolul al XIX-lea
- Shahin Frashëri, poet din secolul al XIX-lea
- Abdyl Frashëri, om politic albanez
- Naim Frashëri, poet albanez
- Sami Frashëri, scriitor albanez
- Mihal Zallari, președintele Adunării Naționale a Albaniei, istoric și jurnalist
- Fehim Zavalani, jurnalist albanez
- Mehdi Frashëri, prim-ministru al Albaniei